# تاریخ لیبی
لیبی (به عربی: لیبیا) با نام رسمی دولت لیبی (به عربی: دولة لیبیا)، کشوری در آفریقای شمالی در مغرب عربی واقع در جنوب دریای مدیترانه است. لیبی از شرق با مصر، از جنوب با سودان، چاد و نیجر و از غرب الجزایر و تونس هم‌مرز است. لیبی با مساحت ۱٬۷۵۹٬۵۴۱ کیلومتر مربع، شانزدهمین کشور پهناور جهان (و چهارمین کشور پهناور آفریقا) و با جمعیت۶٬۹۱۱٬۰۰۰ نفر۱۰۸امین کشور پرجمعیت در جهان است. پایتخت و بزرگ‌ترین شهر لیبی، شهر طِرابلُس است که ۱٫۷ میلیون نفر از جمعیت لیبی در آنجا زندگی می‌کنند. زبان رسمی لیبی، عربی و واحد پول آن، دینار لیبی است.
پیرامون ۹۰ درصد از سرزمین لیبی را بیابان و صحراهای بی آب و علف پوشانده‌است. مناطق نسبتاً سرسبز لیبی در کناره‌های دریای مدیترانه قرار گرفته‌است. هیچ رودخانه دائمی در خاک لیبی وجود ندارد و تنها ۲ درصد خاک آن کاربرد کشاورزی دارد. بخش عمدهٔ مواد غذایی مورد نیاز مردم لیبی از خارج وارد می‌شود. لیبی از دید تراکم جمعیت یکی از کم‌تراکم‌ترین کشورهای دنیاست. مساحت لیبی اندکی بزرگتر از ایران است، ولی جمعیت آن کمتر از یک دهم ایران است. ۹۰ درصد از جمعیت ۶/۹میلیون نفری این کشور در باریکه‌ای از کناره‌های مدیترانه‌ای این کشور زندگی می‌کنند و در مناطق دیگر تنها قبیله‌های بیابانگرد (بدوی) روزگار می‌گذرانند.
لیبی به‌طور سنّتی به سه منطقه اصلی به نام‌های «اقلیم طرابلس»، «فزّان» و «بَرقه» بخش می‌شود که این سه منطقه در زبان‌های غربی به ترتیب Tripolitania و Fezzan و Cyrenaica نامیده می‌شوند.
کشور لیبی یکی از ۱۰ کشور اصلی صادرکننده نفت در جهان است و تولید ناخالص ملی سرانه آن جزو بالاترین‌ها در آفریقا است.

## تاریخچه

پوتایا یکی از ساتراپی‌های شاهنشاهی هخامنشی

در سال ۵۲۵ قبل از میلاد، ارتش هخامنشی کمبوجیه دوم بر سرزمین سیری‌نائیکا تسلط یافت و این منطقه به مدت دو قرن تحت سلطه پارسیان یا مصریان باقی ماند. وقتی اسکندر در سال ۳۳۱ قبل از میلاد وارد سیری‌نائیکا شد، یونانیان از او استقبال کردند و شرق لیبی دوباره تحت کنترل یونانیان درآمد، این بار به عنوان بخشی از پادشاهی بطلمیوسی. بعدها، یک فدراسیون از پنج شهر (پنتاپولیس) تشکیل شد که معمولاً تحت سلطه یک پادشاه از خاندان سلطنتی بطلمیوسی بود.
لیبی به صورت «پادشاهی لیبی» در سال ۱۹۵۱ به استقلال رسید و از سال ۱۹۶۹ تا سال ۲۰۱۱ توسط معمر قذافی که با انجام یک کودتای نظامی بر سر کار آمد رهبری شد. با بروز جنگ داخلی که شاید یکی از مهم‌ترین دلیل این جنگ منابع نفتی زیاد است؛ در سال ۲۰۱۱ و پیروزی نسبی مخالفین قذافی، بخش اعظمی از لیبی در کنترل شورای ملی انتقالی اداره می‌شد. کرسی لیبی در سازمان ملل از تاریخ ۱۶ سپتامبر ۲۰۱۱ به نماینده شورای ملی انتقالی سپرده شده‌است.
در بهمن ماه ۱۳۸۹ اعتراضات گسترده‌ای در لیبی علیه حکومت معمر قذافی آغاز شد که باعث شد به مرور بخش‌های مختلفی از این کشور از کنترل نیروهای حکومت خارج شود. سرانجام در ۲۸ مهرماه ۱۳۹۰ با قتل معمر قذافی حکومت وی بر این کشور کاملاً تمام شد.

## بربرها
با زوال پادشاهان محلی بربر در قرون ۱۵ و ۱۶ میلادی، نوار ارزشمند ساحلی شمال آفریقا (که به دلیل «بربرهاً با نام» بارباری" معروف شده‌است) توجه دو قدرت مدیترانه‌ای آن زمان را جلب کرد. یکی اسپانیا در غرب و دیگری ترکیه در شرق.
رقابت ترکی – اسپانیایی تا قرن ۱۶ ادامه یدا کرد ولی سرانجام ترک‌ها به طریقی نامتعارف پیروز این رقابت شدند. ابزار پیروزی آن‌ها این بود که به دزدان دریایی ترک اجازه دادند در طول نوار ساحلی برای خود تأسیسات بنا کنند. سرزمین‌های تصرف شده توسط دزدان دریایی به آن‌ها یک پایگاه رسمی از تحت‌الحمایگی امپراتوری عثمانی داد.
اولین دزدان دریایی در سال ۱۵۱۲ در ساحل الجزایر برای خود پایگاه ساختند. دو گروه دیگر دزدان دریایی قبل از سال ۱۵۵۱ با قدرت در لیبی مستقر شدند.
تونس در سال ۱۵۳۴ توسط معروف‌ترین دزد دریایی – «خیرالدین» که در اروپا به نام "باباروساً شهرت داشت – تصرف شد و در سال ۱۵۳۵ توسط اسپانیا باز پس گرفته شد و سرانجام در سال ۱۵۷۴ تحت کنترل امپراتوری عثمانی درآمد.
راهزنی دریایی دلیل و منبع اصلی درآمد تمام ترک‌ها در طول نوار ساحلی باقی‌ماند و غارت و راهزنی دریایی سرانجام فرانسه را پس از سه قرن وادار به دخالت در الجزایر کرد.
در سال ۱۸۸۱ تونس تحت‌الحمایه فرانسه شد و مراکش (کشوری که از زمان امپراتوری مارینید، تحت رهبری سلطان‌های محلی، به‌طور متزلزلی مستقل باقی‌مانده بود) نیز در سال ۱۹۱۲ تحت‌الحمایه فرانسه شد. ایتالیا در سال ۱۹۱۲ لیبی را از ترکیه گرفت.
بنابراین مناطق ساحل «بارباری» وارد آخرین فاز مستعمراتی قبل از استقلال شد.

## جنگ ایتالیا ـ ترکیه: ۱۹۱۱ تا ۱۹۱۲ میلادی
کنترل ترکیه بر منطقه لیبی مدرن در دوران حکومت عثمانی صوری بود. در سال ۱۷۱۱، در منطقه غربی، «تریپول ایتانیا» نوادگان یکی از حاکمان عثمانی، به‌نام «احمد کار امان لی»، به عنوان «پاشا» رسماً حکومت خود را آغاز کرد و تا سال ۱۸۳۲ آن مناطق را تحت کنترل خود نگاه داشت. در منطقه شرقی «ساید نای سا» قدرت واقعی در دستان «سنوسی» یکی از پیروان مصلح مذهبی قرن نوزدهم (الزانوزی الکبیر)، از قبیله‌های عرب بادیه‌نشین بود. وی عقاید مذهبی محکم و چهره مردم پسندی نیز داشت.
نقل مکان ناگهانی ترک‌ها از منطقه نتیجه مخالفت‌های محلی نبوده‌است. این اقدام به نحوی خواست ایتالیائی‌ها بوده که بعدها در بازی قمار امپراتوری وارد شد تا سهم خود را در بازی قمار در آفریقا تا زمان موعود، افزایش دهد. در دهه نخستین قرن بیستم میلادی الجزایر و تونس تحت کنترل فرانسه باقی‌ماندند. مصر نیز بریتانیایی ماند. لیبی، واقع بین این دو منطقه بریتانیایی و فرانسوی، بخشی از شمال آفریقا بود که در آن ایتالیا منافع بازرگانی خود را توسعه می‌بخشید. در سال ۱۹۰۰، دولت‌های فرانسه و ایتالیا به یک توافق محرمانه دست یافتند. فرانسه طرح کنترل مراکش و ایتالیا طرح کنترل لیبی را در دست اجرا داشتند. هر کدام دیگری را اختیار می‌دادند و دست آن یکی را در آن منطقه باز می‌گذاشتند. در سال ۱۹۱۱ ایتالیا با بهانه‌ای جعلی دستاویز پیدا کرد تا یک اولتیماتوم ۲۴ ساعته به استانبول بدهد و درخواست حضور نیروهای نظامی ایتالیا در «تریپولیتانیا» و «سایره نای سا» را به‌منظور محافظت از جمعیت بومی ایتالیایی به ترکیه داد. به فاصله یک روز پس از این درخواست، ایتالیا اعلام یورش مرزی به شمال آفریقا را داد. ایتالیا در این زمان با کمی درنگ نسبی وارد شد، تا حدی، آن هم به‌دلیل مقاومت معنوی از سوی مردان قبایل «زانوزی» به نفع اربابان امپراتوری‌شان، که حداقل پیروان دین اسلام بودند. اما در پاییز ۱۹۱۲، ترکیه به واسطه مشکلاتی که با آن‌ها روبرو شد به ستوه درآمد و آماده بود تا سر تسلیم فرود آورد. تحت پیمان امضا شده در اکتبر در «اوچی» (ناحیه دریاچه کنار لوزان)، تریپولیتانیا و «سایره نای سا» به ایتالیا واگذار شد. قدرت جدید امپراتوری بزودی «فیزان»، منطقه‌ای در جنوب غربی تحت کنترل زانوزی را به اشغال خود درآورد. با ضمیمه ساختن خاک «فیزان» لیبی مدرن شکل گرفت ـ گرچه هنوز تنها به‌عنوان یک منطقه خارجی از اشغال ایتالیا در زحمت و انزجار به‌سر می‌برد.

## جنگ‌های جهانی و فاشیسم

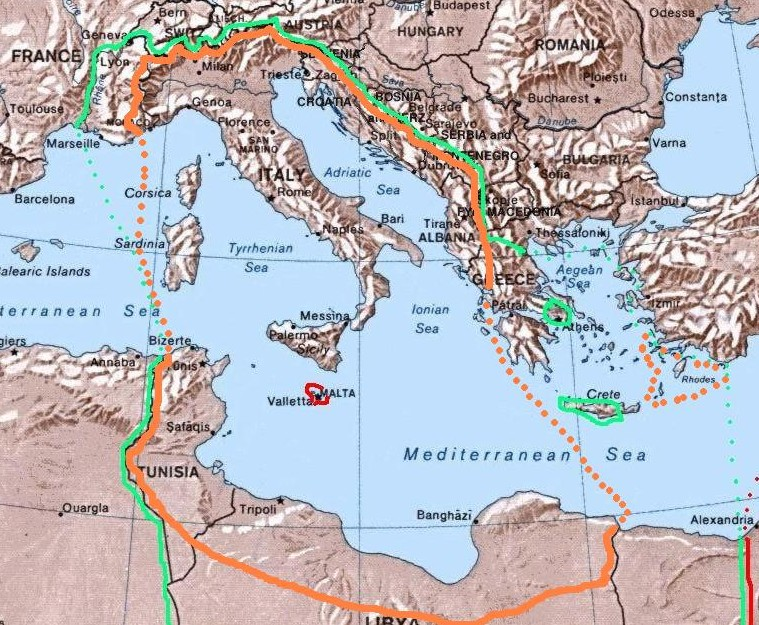
نقشه لیبی ایتالیا

در دهه ۱۹۳۰عمر مختار با استعمار ایتالیا جنگید ولی در پایان نیروهای فاشیست او را اسیر و به دار آویختند. در مدت کوتاه حضور ایتالیا در لیبی، منطقه شاهد دو جنگ جهانی و ظهور فاشیسم بود. این رخدادها تأثیرات شگرف و متفاوتی را در منطقه در پی داشت. درخواست‌های پدید آمده ناشی از بروز جنگ جهانی اول موجب آن شد تا نیروهای نظامی ایتالیا صرفاً از شهرهای ساحلی لیبی عقب‌نشینی نمایند تا اینکه آن مناطق ایمن بمانند. از سوی دیگر، کنترل منطقه مجدداً در دستان شبکه زانوزی بومی «زاویه» (پاسگاه‌های مرزی دور افتاده دارای استحکامات نظامی در اطراف یک مسجد) قرار گرفت. پس از پایان جنگ، رهبر زانوزی «محمد ادریس» قصد دست یابی به یک توافق و مصالح با ایتالیائی‌ها را کرد. در سال ۱۹۲۰ وی تسلط و حاکمیت ایتالیائی‌ها را بر منطقه ساحلی «سای رونای سا» به رسمیت شناخت و در عوض وی به‌عنوان «امیر» منطقه دست یافت. ولی این رابطه پریشان به واسطه تاخت و تاز فاشیسم فرو ریخت. زمانیکه حکام فاشیست در لیبی به اتخاذ اقدامات خشن مبادرت نمودند و به‌عنوان نمونه به استفاده از اردوگاه‌های اسیران جنگی برای مطیع ساختن و سرکوب مقاومت مردمی در «تریپولتانیا» و «سای رونای سا» روی آوردند، ادریس در سال ۱۹۲۳ به مصر گریخت. (دو استان مذکور در سال ۱۹۳۴ برای تشکیل کولونی لیبی با هم متحد شدند). جنگ جهانی دوم در حالی به پایان رسید که گروه همراه زانوزی برنده میدان بودند، به عنوان دشمنان ایتالیا، آن‌ها هم پیمانان طبیعی بریتانیا و ایالات متحده گردیدند. آن‌ها سهم خود را در رقابت همه‌جانبه و مهم سال‌های ۱۹۴۲ و ۱۹۴۳ که ایتالیائی‌ها و آلمان‌ها را از شمال آفریقا بیرون راندند، ایفا کردند. در خلال مراحل نهائی جنگ دوم جهانی و در سال‌های پس از جنگ، «تریپول‌تانیا» و «سای رونای سا» از سوی بریتانیا اداره می‌شدند و این در حالی بود که «فیزان» تحت کنترل فرانسوی‌ها قرار داشت. اما این‌طور توافق گردید که آینده لیبی بایستی توسط سازمان ملل متحد تعیین گردد. نتیجه این اقدامات صدور بیانیه برای استقلال لیبی توسط سازمان ملل متحد بود. در دسامبر ۱۹۵۰ یک مجمع ملی در لیبی به نمایندگی از تمامی سه استان محمد ادریس را به عنوان پادشاه لیبی برگزیدند. وی با عنوان ادریس اول به‌طور رسمی استقلال کشور جدید لیبی را در ۲۴ دسامبر ۱۹۵۱ اعلام کرد.

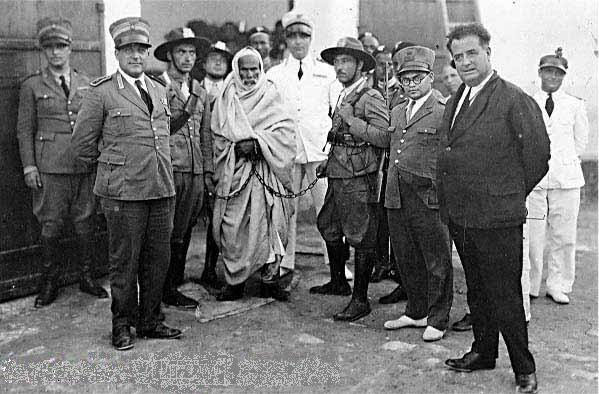
عمر مختار در غل و زنجیر نیروهای فاشیست

## لیبی سلطنتی: ۱۹۵۱ تا ۱۹۶۹
ادریس به‌عنوان یک سلطان نسل قدیم با توجهاتی بسیار ضعیف به ایده‌آل‌های دمکراتیک در لیبی حکمرانی نمود. برای ۸ سال نخست حکمرانی، از متصرفات و قلمرو او ظاهراً کاسته شد و به یک منطقه‌ای بی‌خاصیت تبدیل شد که در آن یک اقتصاد معیشتی برای امرار معاش روزانه او فقط با عواید حاصله از پایگاه‌های هوائی بریتانیا و ایالات متحده و به واسطه کمک‌های بین‌المللی قرار داشت. این وضعیت در سال ۱۹۵۹ به کشف منابع عمده نفتی بدل شد. ادریس با این درآمد ملی انبوه و سرمست از آن همه درآمد، شروع به دفاع از استقلال لیبی جدید کرد. مذاکراتی در خصوص تضمین عقب‌نشینی نیروهای نظامی بیگانه از خاک لیبی شروع شد. روزگار به کام شاه نماند. در سال ۱۹۶۹ زمانیکه وی در حال دیدار از ترکیه بود، او طی یک کودتای بدون خون ریزی به فرماندهی یک کاپیتان ۲۷ ساله از سمت خود معزول گردید. نام افسر مذکور معمر القذافی است.

## رژیم سرهنگ قذافی: از سال ۱۹۶۹ میلادی

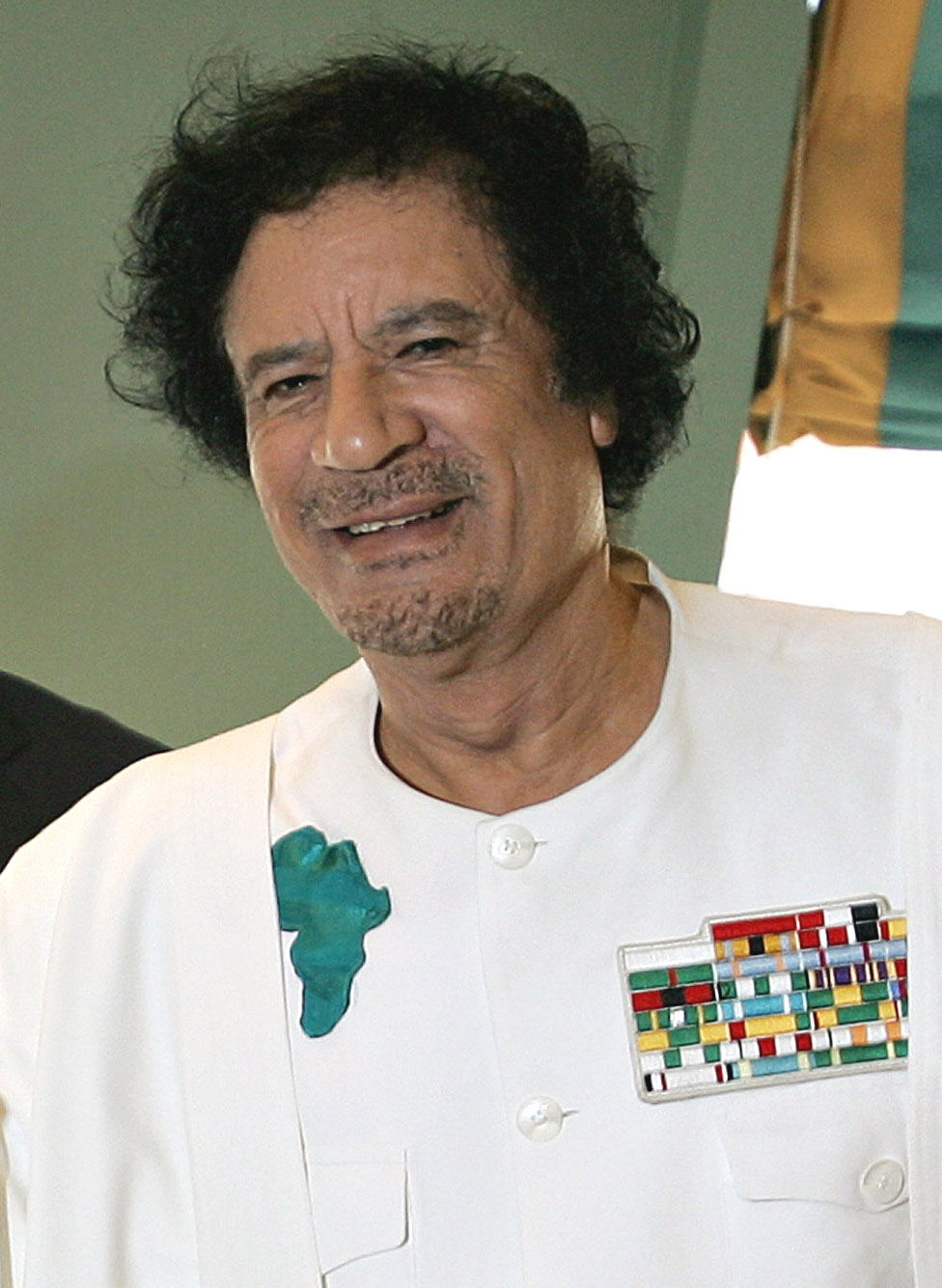
معمر قذافی رهبر لیبی

قذافی بلافاصله فرماندهی نیروهای مسلح کشور و ریاست شورای فرماندهی انقلاب را که قرار بود بر لیبی حکومت نماید را در دست خود گرفت. از سال ۱۹۷۹ در سمت رهبر انقلاب بر لیبی حکومت راند. وی در عالم سیاست به دلیل قدمت و اظهار نظرهای عجیبش بسیار معروف بود. ریشه‌های مختلف فلسفه سیاسی او ـ اسلام و ناسیونالیسم عربی است. سوسیالیسم در بیانیه‌های صادره از جانب او با یکدیگر ترکیب گردیدند و کتاب سبز (چاپ شده در دو دوره: در سال‌های ۱۹۷۶ و ۱۹۸۰) را تشکیل دادند. یک عنصر فوق‌العاده‌ای با یک نام جدید برای کشور در سال ۱۹۷۷ اضافه گردید. این کشور موسوم بود به جمهوری عربی سوسیالیستی مردمی لیبی. عبارت جمهوری (دولت از طریق توده‌ها) این معنا را می‌رساند که قدرت به یک هزار و پانصد کمیته محلی واگذار گردد.

## جنگ داخلی لیبی

لیبی
کشورهایی که شواری انتقالی ملی را به عنوان تنها نمایندهٔ مردم لیبی به رسمیت می‌شناسند
کشورهایی که ارتباط غیررسمی با بنغازی دارند ولی به‌طور آن را به رسمیت نشناخته‌اند
کشورهایی که تنها دولت قذافی را به رسمیت می‌شناسند
کشورهایی که اعلام کرده‌اند شورای ملی انتقالی را به رسمیت نخواهند شناخت

جنگ داخلی لیبی، در سال ۱۳۸۹ (۲۰۱۱ میلادی)، بدنبال بالاگرفتن اعتراضات و راهپیمایی‌های خیابانی مخالفان و سپس شورش سراسری، علیه حکومت لیبی و رهبر آن، معمر قذافی با سرکوب شدید اعتراضات شکل گرفت. این اعتراضات از ۲۳ دی ۱۳۸۹ خورشیدی (۱۳ ژانویه ۲۰۱۱ میلادی)، در این کشور آغاز شد و از روز ۲۸ بهمن ۱۳۸۹ (۱۷ فوریه ۲۰۱۱ میلادی) به‌شکلی گسترده‌تر و بتدریج به صورت شورش سراسری درآمد که با برخوردهای خونین و خشونت‌آمیز حاکمیت با مردم معترض روبرو شد و همه شهرهای لیبی را دربرگرفت. و به جنگ‌های شهری و بین شهری، میان مخالفین و هواداران حکومت منجر شد. نیروهای مخالف حکومت از جانب شرق به غرب شهرهای لیبی را تحت کنترل خود قرار دادند و در شهر شرقی بنغازی، دومین شهر بزرگ کشور، دولت موقت تشکیل دادند. شورای امنیت سازمان ملل متحد با تصویب قطعنامه‌ای دارایی‌های قذافی و ده نفر از نزدیکان او را توقیف کردند و مسافرت آنان به سایر نقاط جهان را محدود ساخت. براساس این قطعنامه، اقدامات قذافی و نزدیکانش توسط دادگاه جنایات بین‌المللی پیگیری شد. در ۶ تیر (۲۷ ژوئن ۲۰۱۱ میلادی) دستور بازداشت قذافی صادر شد. در پیشروی‌های مخالفین بیشتر شهرهای شرق کشور و نیمی از شهرهای شمال غربی به کنترل آن‌ها درآمد و تنها پایتخت لیبی (طرابلس) و چندین شهر دیگر در غرب کشور دردست نیروهای دولتی باقی‌ماند. در اوایل ماه مارس شهرهای شرق لیبی از جمله بنغازی و چندین شهر دیگر مورد هجوم موشکی نیروهای قذافی قرار گرفتند. در این زمان اعضای شورای امنیت برای ایجاد منطقه پرواز ممنوع بر فراز لیبی به توافق رسیدند.[۶] در این درگیری‌ها طی چند ماه، چندین بار نیروهای دولتی بعضی شهرهای در دست مخالفین را تصرف کرده و مجدداً از آن‌ها رانده شدند. در ۲۹ مرداد ۱۳۹۰ (۲۰ اوت ۲۰۱۱ میلادی) مخالفین توانستند همه شهرهای مذکور را در دست خود بگیرند. در ۳۱ مرداد (۲۲ اوت) مخالفین به طرابلس نفوذ کردند و وارد میدان سبز شدند. مخالفان در۱ شهریور (۲۳ اوت) توانستند با گذر از باب‌العزیزیه به محل اقامت قذافی وارد شوند. علیرغم اینکه گزارش‌های قبلی حضور قذافی و خانواده‌اش در باب‌العزیزیه را تأیید می‌کرد، مخالفان اثری از آن‌ها نیافتند. سرانجام مخالفان پس از اشغال شهر سرت زادگاه قذافی او را به قتل می‌رسانند.